# Mesolita interrupta
Mesolita interrupta là một loài bọ cánh cứng trong họ Cerambycidae.